# Jatimekar (Jatiluhur)
Jatimekar is een bestuurslaag in het regentschap Purwakarta van de provincie West-Java, Indonesië. Jatimekar telt 3418 inwoners (volkstelling 2010).